# Gran Premi d'Espanya del 1980
La cursa del Gran Premi d'Espanya de la Temporada 1980 de Fórmula 1 no va ser puntuable pel campionat del món de pilots i de constructors degut a les disputes entre la FOCA (Formula One Constructor's Association) i la FISA (Fédération Internationale du Sport Automobile).
La cursa però, es va disputar i el seu guanyador va ser Alan Jones al volant d'un cotxe de l'escuderia Williams, tot i que va ser una cursa amb menys cotxes de lo normal, ja que les escuderies Ferrari, Alfa Romeo i Renault entre altres van renunciar a disputar la cursa.
| Cursa anterior:                             | FIA 1980 Campionat del Món | Cursa Següent:                            |
| Anterior G.P.: Gran Premi d'Espanya de 1979 | Gran Premi d'Espanya       | Pròxim G.P.: Gran Premi d'Espanya de 1981 |